# Dol (soap)
DOL is een komische Nederlandse soapserie die in de maanden juli en augustus van 2009 wordt uitgezonden op Comedy Central. De zender heeft voor deze maanden gekozen omdat andere soaps dan een zomerstop houden. De afleveringen duren maar 5 minuten en worden van maandag t/m vrijdag uitgezonden.

## Regie
DOL is geproduceerd door Willem Zijlstra, die eerder tekende voor veel van de Nederlandse dramaseries van Net5, zoals De co-assistent en S1NGLE.

## Rolverdeling
- Latoya Dol: Tanja Jess
- John Dol: Rick Engelkes
- Oma: Wimie Wilhelm
- Tuinman: Teun Kuilboer
- Psych: Sebastiaan Labrie
- Mimi: Fockeline Ouwerkerk
- Bibi: Lottie Hellingman
- Michael Star: Dennis Overeem
- Janet Jackson: Eva Van Der Gucht
- Gevangene: Dennis Rudge
- Rechter/DSI-agent: Chiel van Berkel
- Overige stemmen: Annemieke Aalderink-Bakker & Dennis Overeem